# Bule (antična Grčija)
V mestih antične Grčije je bil bule (starogrško βουλή, latinizirano: boulai, množina βουλαί, iz starogrškega glagola βούλομαι, boulomai, dob. »hoteti«; latinsko volo) svet meščanov (imenovan βουλευταί, bouleutai), imenovan za vodenje vsakodnevnih mestnih poslov. V začetku je kralju pomagal svet plemičev (bulaj), ki je nastal v skladu z ustavo vsakega mesta; v oligarhijah so se mesta v svetu podedovala, v demokracijah pa so člane izbirali z žrebom za eno leto.
O tem svetu je malo podatkov, razen za Atene, ker so ohranjeni številni zapisi.

## Atenski bule
Prvotni svet v Atenah je bil areopag. Sestavljali so ga nekdanji arhonti (poglavar, vladar) in je imel aristokratsko naravo.

### Solonov bule
Atenski svet (bule) pod Solonom je sprejemal pritožbe najpomembnejših odločitev sodišč. Revnejši niso mogli biti člani sveta, ki je imel 400 članov. Višje vladne položaje, arhonti (sodniki in tožilci), so zasedali državljani prvih dveh dohodkovnih skupin. 

### Klejstenove reforme
V okviru Klejstenovih reform, sprejetih v 508/507 pr. n. št., je imel bule 500 članov, 50 iz vsakega od desetih novih rodov, ki jih je reforma tudi predvidela. 500 moških so izžrebali na ravni deme, vsaki demi je bilo dodeljeno določeno število mest v sorazmerju s prebivalstvom. Članstvo je bilo takrat omejeno na vrh treh prvotnih štirih razredov po premoženju (pentakosiomedimni (najvišji sloj meščanov), hipeji (konjeniki) in zevgiti (tretja raven državljanov), vendar ne teti (najnižji stan)), in državljanov, starejših od trideset let. Ta omejitev, čeprav uradno ni bila nikoli spremenjena, se sredi 5. stoletja pred našim štetjem ni več uporabljala. Člani sveta so bili imenovani za eno leto in nihče ni mogel biti v svetu več kot dvakrat v svojem življenju in ne več kot enkrat v desetletju. Voditelji (pritani) so bili 50 moških, izbranih med 500, vsak mesec je bil izbran nov. Kdor je bil odgovoren za pritani, je bil vsak dan zamenjan med 50 člani. Svet se je sestajal vsak dan, razen v festivalskih dneh in dneh, obsojenih na neuspeh. Po Aristotelu je Klejsten uveljavil buletično prisego. 

### Bulev demokraciji v poznem 5. st. pr. n. št.
Po reformah Efialta in Perikleja sredi 5. stoletja pred našim štetjem je bule sodeloval pri številnih upravnih in sodnih nalogah areopaga, ki je obdržal svojo tradicionalno pravico obravnave umorov. Svet je nadziral finance, mornarico, konjenico, religiozne zadeve, gradnjo in pomorske državne zadeve in skrbel za invalide in sirote. Nadziral je javne uslužbence pred prenehanjem funkcije in po njej (večina je trajala eno leto), skrbel za pošteno računovodstvo in lojalnost do države. Znanih je nekaj primerov obtožb javnih uslužbencev za večja kazniva dejanja in slabo upravljanje ali resno zanemarjanje dolžnosti.  V poznem 5. stoletju je bilo določeno tudi plačilo za tiste, ki so delali v njem. To bi lahko bil način za spodbujanje revnejših državljanov za prostovoljno delo, ki bi ga sicer neradi opravljali. Svet (bule) je bil temelj demokratične ustave, ki je zagotavljal delovanje dan za dnem in skrbel za opravljanje številnih raznovrstnih upravnih nalog vlade. Zaradi menjave članov je bil bule brez prevlade skupin, čeprav so dokazi, da so bogatejši državljani zaslužili več kot revnejši. To je bilo morda zaradi potrebe po velikih naložbah, ko revnejši niso mogli varčevati. 

## Bulev drugih grških državicah

### Antična Šparta
V Šparti je naloge, navadno povezane s svetom, opravljala geruzija, svet starešin, gerontov. Člani  so bili starejši od šestdeset let, iz pomembnih družin in so opravljali naloge do konca življenja. Geruzija je imela svetovalno vlogo bule, ukvarjala pa se je tudi s pomembnimi kazenskimi zadevami, imela nadzor nad zakonodajo in običaji in morda imela vlogo v tujih vojnah.

### Kraljevina Makedonija
V makedonskem kraljestvu in pozneje v makedonskem imperiju se je organ, ki je pomagal kralju pri upravljanju kraljestva,  imenoval sinedrij ali kongres. Ta tradicija je bila še vedno v uporabi v letih Aleksandra Velikega in članstvo je bilo dedno. Čeprav ni demokratično, so člani sinedrija, vključno s kraljem, veljali za enake med seboj in so imeli pravico do svobode govora.

### Antični Epir
Antičnemu Epirju, ki je postal zvezna republika leta 231 pred našim štetjem, je vladal "sinedrij" ali "kongres". Sinedrij je razpadel, ko je razpadla Epirska zveza zaradi notranjih nemirov v tretji makedonski vojni.

### Antični Korint
Korintska zveza je bila zveza grških držav, ki jo je ustanovil pozimi leta 338/337 pr. n. št. kralj Filip II. Makedonski, da bi olajšal uporabo poenotene grške vojaške sile v svoji vojni proti Ahemenidski Perziji. Zveza je med drugim zagotavljala, da države članice zagotavijo vojsko ob pridružitvi in da je sinedrij ali kongres predstavnikov ustanova, ki se je sestajala v Korintu.